# Торральба (Куенка)
Торральба (ісп. Torralba) — муніципалітет в Іспанії, у складі автономної спільноти Кастилія-Ла-Манча, у провінції Куенка. Населення — 164 особи (2010).
Муніципалітет розташований на відстані близько 120 км на схід від Мадрида, 28 км на північний захід від Куенки.

## Демографія
Динаміка населення (INE ):